# Sikannisuchus huskyi
Il sikannisuco (Sikannisuchus huskyi) è un rettile estinto, appartenente agli arcosauri. Visse nel Triassico superiore (Norico, circa 215 milioni di anni fa) e i suoi resti fossili sono stati ritrovati in Nordamerica (Canada).

## Descrizione
Questo animale è noto solo grazie a fossili frammentari, comprendenti la parte posteriore di un grande cranio. La morfologia di questo fossile fa supporre che Sikannisuchus possedesse un cranio largo e relativamente piatto, e che potesse raggiungere una lunghezza complessiva di oltre 4 metri. I denti erano compressi lateralmente e seghettati, e indicano la natura predatoria dell'animale. Sikannisuchus possedeva alcune caratteristiche uniche (autapomorfie): il postfrontale era parte del margine sia dell'orbita che della finestra sopratemporale, mentre il prefrontale era grande e in contatto sia col nasale che con il postfrontale. Il corpo era almeno parzialmente dotato di ossa dermiche (osteodermi) e la clavicola era ben sviluppata. 

## Classificazione
Sikannisuchus è stato descritto per la prima volta nel 1998 sulla base di resti molto incompleti, rinvenuti nella formazione Pardonet nella Columbia Britannica (Canada). I fossili sono stati attribuiti agli arcosauri sulla base di alcune caratteristiche, come la presenza di una finestra mandibolare, una dentatura tecodonte, processi trasversi allungati e la presenza di osteodermi. Tuttavia la frammentarietà dei fossili non ha permesso agli autori della prima descrizione di classificare adeguatamente l'animale, anche se sono state proposte parentele con il gruppo (in realtà parafiletico) dei rauisuchi.